# Ferdinand Peroutka, jr.
Ferdinand Peroutka jr. (* 3. března 1941) je český novinář a publicista. Po několikaletém násilném mlčení[ujasnit] vstoupil po roce 1989 do mediální sféry.

## Životopis
Narodil se 3. března 1941, jeho strýcem je známý český spisovatel a dramatik Ferdinand Peroutka st. Po nucené emigraci svého strýce byl hojně činný v disentu. Po roce 1989 je velmi aktivní jako publicista. Publikoval mimo jiné v denících Lidová demokracie, Telegraf nebo Zemské noviny. Po jejich zániku pracoval jako volný novinář (přispíval mj. i do Mezinárodního katolického reportu). Jako publicista přispívá svými blogy na portálu ct24.cz. V jeho publicistice se silně odráží život dnešního českého katolicismu, jeho potíží a kontroverzí. Ferdinand Peroutka v české společnosti obhajuje křesťanské hodnoty a poukazuje na nutnost vnímat vždy obě strany mince. V tomto směru jako komentátor narazil v srpnu 2012, když chtěl zveřejnit článek Dva pochody a jeden protest, který redakce zpravodajství České televize údajně označila za projev homofobie.